# Kunčina Ves
Kunčina Ves (in tedesco Kunzendorf) è un comune della Repubblica Ceca facente parte del distretto di Blansko, in Moravia Meridionale.